# Skitch Henderson

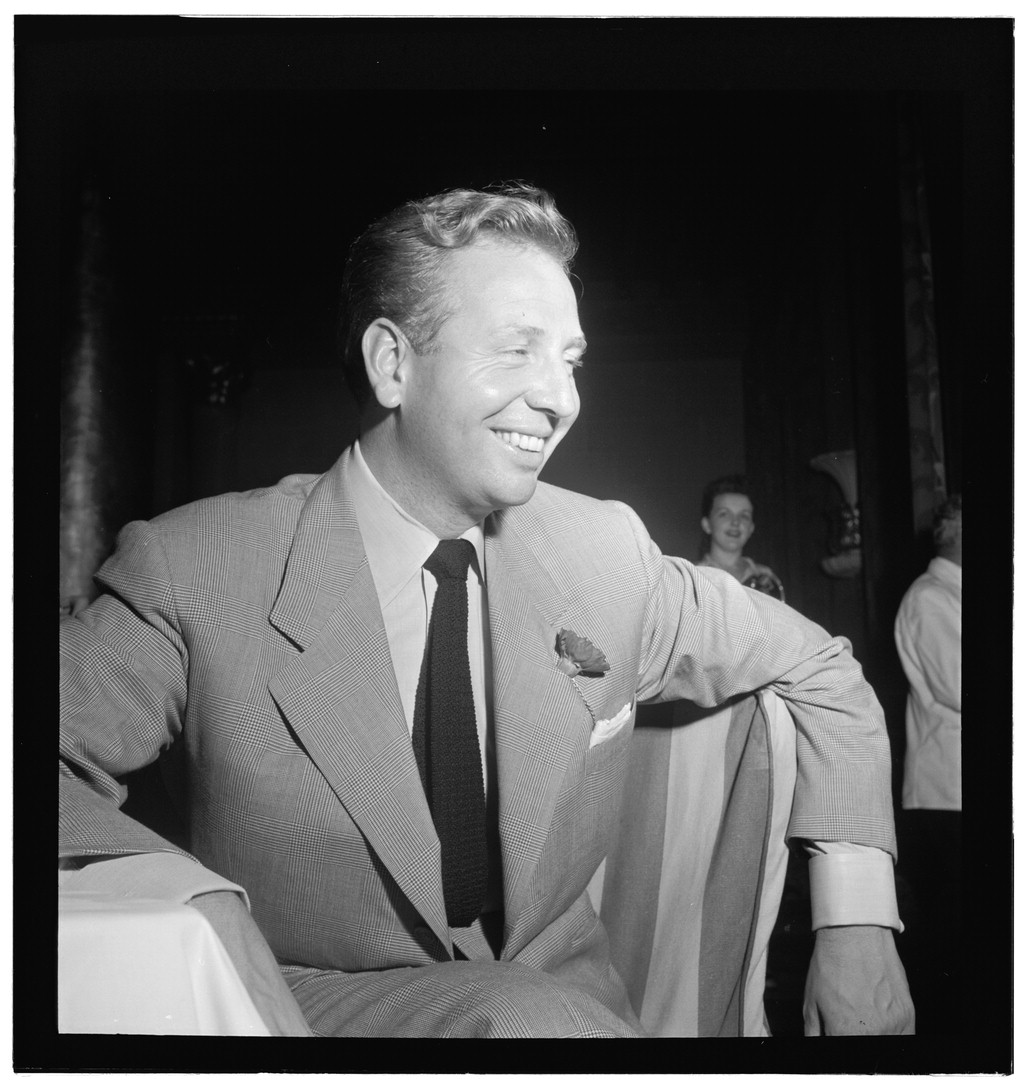
Skitch Henderson bei einem Besuch im New Yorker Jazzclub Eddie Condon’s, ca. August 1947. Fotografie von William P. Gottlieb

Skitch Henderson (* 27. Januar 1918 in Birmingham, England; † 1. November 2005 in New Milford, Connecticut; eigentlich Lyle Russell Cedric Henderson) war ein britisch-US-amerikanischer Pianist und Dirigent.

## Leben
Schon als junger Teenager verließ Henderson seine Eltern, die in den 1920er Jahren in die USA emigriert waren, und schlug sich als Pianist in verschiedenen Vaudeville-Shows durch. Mitte der 1930er Jahre wurde sein Talent von Mickey Rooney und Judy Garland entdeckt, als er bei einem Auftritt der beiden für den erkrankten Pianisten einsprang.
1938 verpflichtete ihn Bob Hope für seine populäre wöchentliche Radioshow bei NBC, der Henderson mehr als zwei Jahrzehnte lang treu blieb. Zur selben Zeit machte Henderson auch die Bekanntschaft von Bing Crosby, der ihm wegen seiner Fähigkeiten, in rascher Folge Arrangemententwürfe („sketches“) fertigen zu können, den Spitznamen „Skitch“ gab.
Im Zweiten Weltkrieg diente er zuerst in der Royal Air Force, dann – nach der Einbürgerung – in den Streitkräften der USA.
Nach Kriegsende vertiefte Henderson seine klassischen Studien unter anderem bei Arnold Schönberg und Arturo Toscanini, den er mehrfach am Dirigentenpult vertreten durfte. So wurde Henderson zu einem vielseitigen Performer und Dirigenten, der im Jazz und Swing genauso zuhause war wie in der Klassik, in Broadway-Produktionen und in Ballett- und Filmmusiken. Außer den New Yorker Philharmonikern leitete er bei Gastspielen zahlreiche große Orchester in den USA, aber auch in Europa, beispielsweise die Londoner Philharmoniker und Symphoniker. Mit dem von ihm selbst 1983 ins Leben gerufenen „New York Pops Orchestra“ ging Henderson viele Jahre lang und bis in seine letzten Lebensmonate hinein auf ausgedehnte Tourneen.
Ab 1945 arbeitete Henderson regelmäßig im Studio und auf der Konzertbühne als Pianist und Orchesterleiter für Frank Sinatra, der ihn auch für einige seiner Radioshows engagierte und mit dem ihn auch eine private Freundschaft verband.
1954 stieß Henderson zur legendären Tonight Show des Fernsehsenders NBC und blieb bis 1967 der maßgebliche Arrangeur und Orchesterleiter dieser zunächst von Steve Allen, dann von Jack Paar und schließlich von Johnny Carson moderierten Sendung.
1963 gewann Henderson einen Grammy für die Orchestrierung von George Gershwins Porgy and Bess, aufgenommen mit dem RCA-Orchester sowie Leontyne Price und William Warfield als Vokalsolisten.
In den 1970er Jahren wurde Henderson wegen Steuerhinterziehung zu einer viermonatigen Gefängnisstrafe verurteilt, was seiner Popularität aber keinen Abbruch tat. Neben seinen musikalischen Aktivitäten betrieb er seit den 1980er Jahren in seiner Heimat New Milford eine Kochschule und eine Kunstgalerie. Anlässlich seines 80. Geburtstags wurde Henderson 1988 mit einer großen Gala in der New Yorker Carnegie Hall geehrt. Im Januar 2005 erfolgte die Auszeichnung mit der James Smithson Bicentennial Medal.
Skitch Henderson war seit 1958 mit dem aus dem Vogtland stammenden deutschen Fotomodell Ruth Einsiedel verheiratet, die in Amerika unter dem Künstlernamen Ruth Michaeles arbeitete. Aus der Ehe gingen zwei Kinder hervor.